# 愛知県道421号小中山保美線
愛知県道421号小中山保美線（あいちけんどう421ごう こなかやまほびせん）は、愛知県田原市を通る一般県道である。

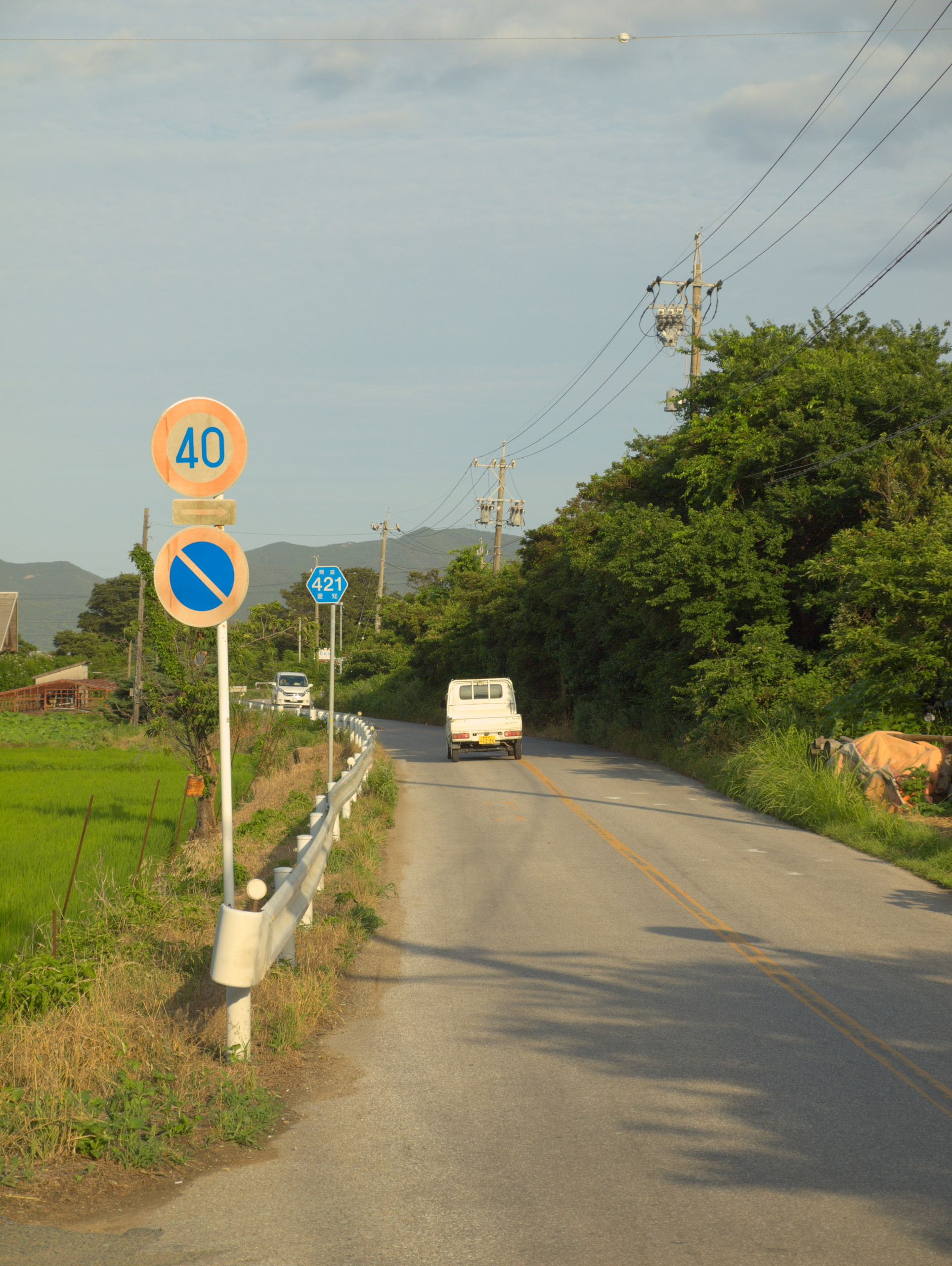
田原市小中山町立馬崎

## 概要

### 路線データ
- 起点：愛知県田原市小中山町（愛知県道418号小中山伊良湖線交点）
- 終点：愛知県田原市保美町（保美交差点：国道259号交点）
- 全長：約4.3km

## 沿革
- 1959年12月15日 認定

## 通過する自治体
- 愛知県
  - 田原市

## 主な接続道路
- 愛知県道418号小中山伊良湖線（田原市小中山町）
- 愛知県道423号堀切中山線（中山小学校前交差点）
- 国道259号（田原街道）（保美交差点）

## 沿線周辺
- 福江漁港
- 田原市立中山小学校
- 田原市立福江中学校